# 安野勝也
安野 勝也（やすの かつや、1929年8月30日 - ）は、埼玉県を登録地としていた元競輪選手。日本競輪学校創設以前に選手登録された期前選手であり、選手登録番号は3418。

## 来歴
1951年、大宮競輪場で開催された第1回全国都道府県選抜競輪の3000m競走で優勝。
1978年8月31日選手登録削除。